# Waterkrachtcentrale Tasiilaq
De waterkrachtcentrale Tasiilaq is een waterkrachtcentrale in Oost-Groenland (Østgrønland) bij Tasiilaq.
Naast waterkracht zijn er nog een vijftal dieselgeneratoren in deze centrale in gebruik.